# Нодавей (округ)
Округ Нодавей (англ. Nodaway County) — округ штата Миссури, США. Население округа на 2009 год составляло 22 130 человек. Административный центр округа — город Мэривилл.

## История
Округ Нодавей основан в 1843 году.

## География
Округ занимает площадь 2271.4 км2. В окружном центре Мэривилл средняя температура июля составляет 24 °С со средним максимумом 31°С, средняя температура января — −5 °С со средним минимумом −11 °С.

## Демография
Согласно оценке Бюро переписи населения США, в округе Нодавей в 2009 году проживало 22 130 человек. Плотность населения составляла 9.7 человек на квадратный километр.